# Elmenteitan
Het Elmenteitan was een archeologische cultuur van het pastoraal neolithicum van circa 1300 v.Chr. tot 800 AD op de westelijke vlakten van Kenia, Oost-Afrika, met een karakteristieke traditie van stenen werktuigen en aardewerk en een duidelijk patroon van landgebruik, jacht en veeteelt, 
Ze werd door de archeoloog Louis Leakey vernoemd naar het Elmenteitameer, een sodameer in de Grote Slenk, ongeveer 120 km ten noordwesten van Nairobi.

## Onderzoek
Het Elmenteitan werd voor het eerst beschreven door Louis Leakey tijdens opgravingen bij Gamble's Cave (de typesite) in 1931 en bij Njoro River Cave in 1938. Leakey had in een beperkt gebied op de vlakten ten westen van de centrale Grote Slenk en bij het Mau Escarpment een duidelijk plaatselijk cluster van stenen werktuigen opgemerkt, tezamen met een universele aardewerktraditie.

## Materiële cultuur
De lithische assemblages onderscheiden zich door een hoog percentage aan lange symmetrische tweesnijdende klingen van obsidiaan, die zowel ongemodificeerd werden gebruikt alsook als blanco's dienden voor een grote verscheidenheid aan kleinere microlithische gereedschappen.
Typische assemblages van Elmenteitan-artefacten omvatten ook aardewerken kommen en ondiepe stenen vaten. Het aardewerk is meestal ongedecoreerd. Er zijn echter ook enkele zeldzame, maar zeer karakteristieke decoratieve ontwerpen gevonden, zoals onregelmatige puntdecoraties en bewerkte randen. Af en toe werden er ook kleine kommen met naar buiten gedraaide randen, handgrepen met gaten of horizontale nokken gevonden.
Naast  jagen, vissen en foerageren werden er runderen en kleinvee gehouden. 
De patronen en mate van bestaanseconomie varieerden sterk, afhankelijk van de locatie en het plaatselijke klimaat. Crematie van de doden vond plaats in grotten (bijvoorbeeld Egerton Cave, Keringet Caves). Njoro River Cave, voor het eerst opgegraven in 1938 door Mary Leakey, diende als een massa-begraafplaats. Als grafgiften werden onder meer kralen, messen, stenen kommen, paletten en potten van aardewerk gevonden.

## DNA
Recente genetische analyses toonden aan dat de bevolking van het Elmenteitan verwant was met de Koesjitische veehouders van het Savanne-pastoraal neolithicum, die in dezelfde periode in de Grote Slenk leefden.